# Irlanda en los Juegos Paralímpicos de Roma 1960
Irlanda estuvo representada en los Juegos Paralímpicos de Roma 1960 por cinco deportistas, cuatro hombres y una mujer.

## Medallistas
El equipo paralímpico irlandés obtuvo las siguientes medallas:
| Nombre     | Deporte       | Evento                                    |
| ---------- | ------------- | ----------------------------------------- |
| Oro        |               |                                           |
| Joan Horan | Natación      | 25 m crol completo clase 2 femenino       |
| Joan Horan | Tiro con arco | Ronda St. Nicholas clase abierta femenino |
| Plata      |               |                                           |
| —          |               |                                           |
| Bronce     |               |                                           |
| —          |               |                                           |